# Réseau routier du Tarn
Cet article présente l'histoire, les caractéristiques et les événements significatifs ayant marqué le réseau routier du département du Tarn en France.
Au 31 décembre 2017, la longueur totale du réseau routier du département du Tarn est de 12 504 kilomètres, se répartissant en 40 kilomètres d'autoroutes, 106 kilomètres de routes nationales, 4 152 kilomètres de routes départementales et 8 206 kilomètres de voies communales.

## Histoire

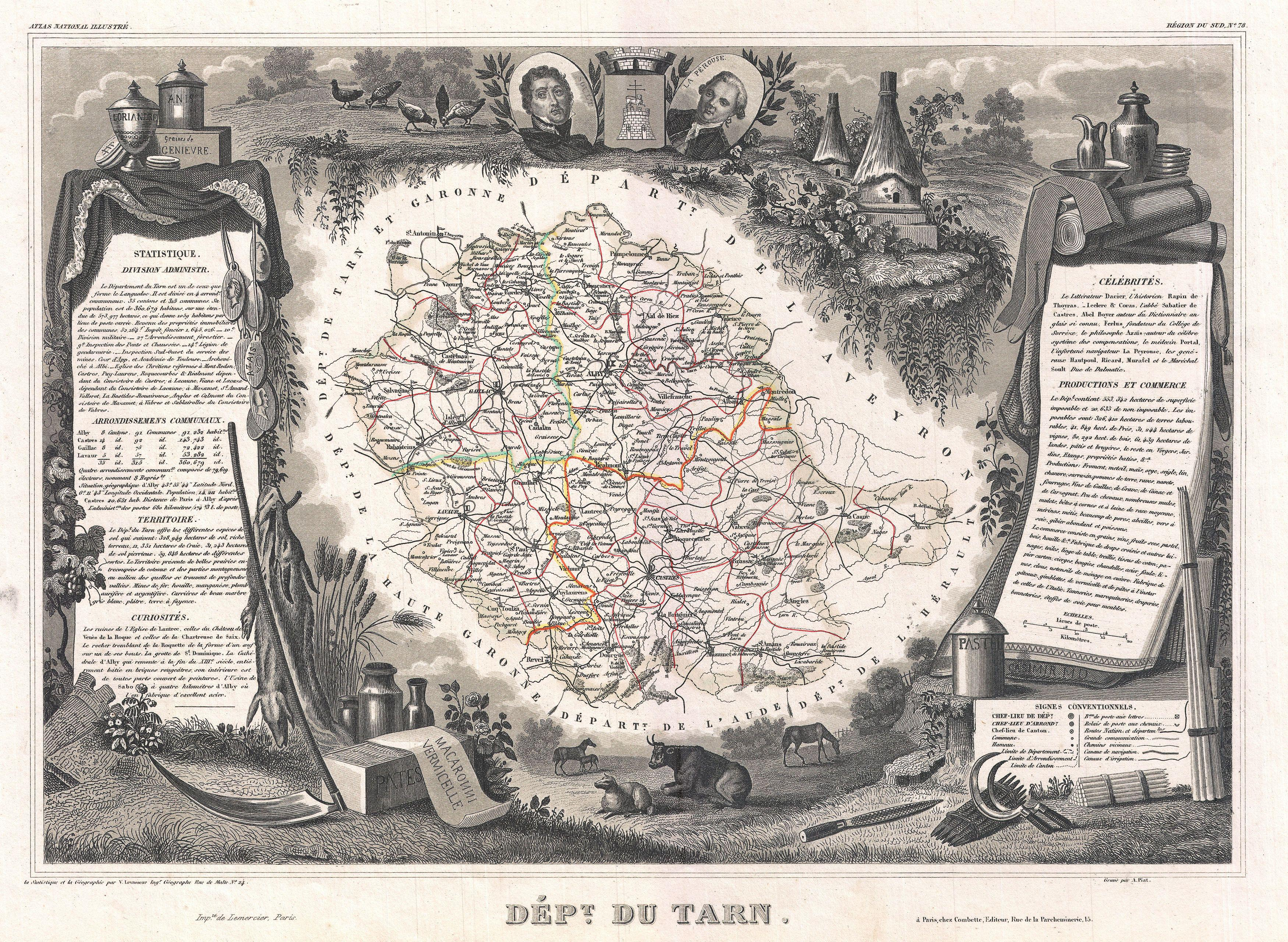
Carte Levasseur du département du Tarn (1852)

### XVIIIesiècle
De 1750 à 1784, l’ensemble du réseau routier est pour la première fois cartographié à grande échelle (au 1/86 400) et de manière complète par Cassini de Thury, à la demande de Louis XV. Ces cartes sont d’une grande richesse toponymique, mais d’une grande pauvreté quant à la figuration du relief et de l’altimétrie. De même les chemins secondaires sont rarement représentés, du fait d’une part de leur état médiocre, d’autre part de leur faible importance économique.

### XIXesiècle
L’Atlas national illustré réalisé par Victor Levasseur est un précieux témoignage du XIXe siècle, les cartes coloriées à la main sont entourées de gravures indiquant statistiques, notes historiques et illustrations caractéristiques des départements. Sur ces cartes sont représentées les routes, voies ferrées et voies d'eau. Par ailleurs, les départements sont divisés en arrondissements, cantons et communes.

### XXesiècle

#### Réforme de 1930
Devant l'état très dégradé du réseau routier au lendemain de la Première Guerre mondiale et l'explosion de l'industrie automobile, l'État, constatant l'incapacité des collectivités territoriales à remettre en état le réseau routier pour répondre aux attentes des usagers, décide d'en prendre en charge une partie. L'article 146 de la loi de finances du 16 avril 1930 prévoit ainsi le classement d'une longueur de l'ordre de 40 000 kilomètres de routes départementales dans le domaine public routier national.
En ce qui concerne le département du Tarn, ce classement devient effectif à la suite du décret du 12 décembre 1930.

#### Réforme de 1972
En 1972, un mouvement inverse est décidé par l'État. La loi de finances du 29 décembre 1971 prévoit le transfert dans la voirie départementale de près de 53 000 kilomètres de routes nationales. Le but poursuivi est :
- d'obtenir une meilleure responsabilité entre l'État et les collectivités locales en fonction de l'intérêt économique des différents réseaux,
- de permettre à l'État de concentrer ses efforts sur les principales liaisons d'intérêt national,
- d'accroître les responsabilités des assemblées départementales dans le sens de la décentralisation souhaitée par le gouvernement,
- d'assurer une meilleure gestion et une meilleure programmation de l'ensemble des voies.

Le transfert s'est opéré par vagues et par l'intermédiaire de plusieurs décrets publiés au Journal officiel. Après concertation, la très grande majorité des départements a accepté le transfert qui s'est opéré dès 1972. En ce qui concerne le département du Tarn, le transfert est acté avec un arrêté interministériel publié au journal officiel le 6 juin 1972.

### XXIesiècle

#### Réforme de 2005
Une nouvelle vague de transferts de routes nationales vers les départements intervient avec la loi du 13 août 2004 relative aux libertés et responsabilités locales, un des actes législatifs entrant dans le cadre des actes II de la décentralisation où un grand nombre de compétences de l'État ont été transférées aux collectivités locales. Dans le domaine des transports, certaines parties des routes nationales sont transférées aux départements et, pour une infime partie, aux communes (les routes n'assurant des liaisons d'intérêt départemental). 
Le décret en Conseil d’État définissant le domaine routier national prévoit ainsi que l’État conserve la propriété de 8 000 kilomètres d’autoroutes concédées et de 11 800 kilomètres de routes nationales et autoroutes non concédées et qu'il cède aux départements un réseau de 18 000 kilomètres. 
Dans le département du Tarn, le transfert est décidé par arrêté préfectoral signé le 29 décembre 2005. 72 kilomètres de routes nationales sont déclassées. La longueur du réseau routier national dans le département passe ainsi de 168 kilomètres en 2004 à 113 en 2006 pendant que celle du réseau départemental s'accroît de 4 038 à 4 120 kilomètres.

#### 2021-2022
En 2021, certaines liaisons intercommunales voient leur vitesse maximale autorisée augmenter jusqu'à 90 km/h.
En février 2022, certains routes reliant des communes voient également leur vitesse augmentée à 90km/h,:
| axe | section    | distance          | temps trajet (minute) | temps potentiellement gagné (minute) |
| --- | ---------- | ----------------- | --------------------- | ------------------------------------ |
| A68 – Giroussens – Briatexte – Graulhet : RD631, RD631B et RD12 (avec passages à 50/70 km/h dans les communes intermédiaire) | RD631      | 34.769 kilomètres | 26                    | 3                                    |
| A68 – Giroussens – Briatexte – Graulhet : RD631, RD631B et RD12 (avec passages à 50/70 km/h dans les communes intermédiaire) | RD631B     | 1.874 kilomètres  |                       | 0                                    |
| A68 – Giroussens – Briatexte – Graulhet : RD631, RD631B et RD12 (avec passages à 50/70 km/h dans les communes intermédiaire) | RD12       | 2.705 kilomètres  |                       | 0                                    |
| A68 – Giroussens – Briatexte – Graulhet : RD631, RD631B et RD12 (avec passages à 50/70 km/h dans les communes intermédiaire) | sous-total | 39.348 kilomètres | 30                    | 3                                    |
| Castres – Lavaur – A68 : RD112 et RD630 (avec un passage à 50/70 km/h à Lavaur)                                              | RD112      | 37.561 kilomètres | 28                    | 3                                    |
| Castres – Lavaur – A68 : RD112 et RD630 (avec un passage à 50/70 km/h à Lavaur)                                              | RD630      | 11 kilomètres     |                       | 1                                    |
| Castres – Lavaur – A68 : RD112 et RD630 (avec un passage à 50/70 km/h à Lavaur)                                              | sous-total | 48.561 kilomètres | 36                    | 4                                    |
| (vers) Revel – Soual : RD622                                                                                                 | RD622      | 8.468 kilomètres  |                       | 1                                    |
| Cordes – Albi : RD600 | RD600      | 23.217 kilomètres | 17                    | 2                                    |
| Albi – Valence – limite Aveyron : RD903 (avec un passage à 50/70 km/h à Valence)                                             | RD903      | 28.108 kilomètres | 21                    | 2                                    |
| Montfranc (depuis RD999) – Lacaune – Murat : RD607 et RD622 (avec un passage à 50/70 km/h à Lacaune et Murat)                | RD607      | 26.27 kilomètres  | 20                    | 2                                    |
| Montfranc (depuis RD999) – Lacaune – Murat : RD607 et RD622 (avec un passage à 50/70 km/h à Lacaune et Murat)                | RD622      | 15.353 kilomètres |                       | 1                                    |
| Montfranc (depuis RD999) – Lacaune – Murat : RD607 et RD622 (avec un passage à 50/70 km/h à Lacaune et Murat)                | sous-total | 41.623 kilomètres | 31                    | 3                                    |

## Caractéristiques

### Consistance du réseau
Le réseau routier comprend cinq catégories de voies : les autoroutes et routes nationales appartenant au domaine public routier national et gérées par l'État, les routes départementales appartenant au domaine public routier départemental et gérées par le Conseil général du Tarn et les voies communales et chemins ruraux appartenant respectivement aux domaines public et privé des communes et gérées par les municipalités. Le linéaire de routes par catégories peut évoluer avec la création de routes nouvelles ou par transferts de domanialité entre catégories par classement ou déclassement, lorsque les fonctionnalités de la route ne correspondent plus à celle attendues d'une route de la catégorie dans laquelle elle est classée. Ces transferts peuvent aussi résulter d'une démarche globale de transfert de compétences d'une collectivité vers une autre.
Au 31 décembre 2011, la longueur totale du réseau routier du département du Tarn est de 11 577 kilomètres, se répartissant en 40 kilomètres d'autoroutes, 106 kilomètres de routes nationales, 4 121 kilomètres de routes départementales et 7 310 kilomètres de voies communales.
Il occupe ainsi le 42e rang au niveau national sur les 96 départements métropolitains quant à sa longueur et le 49e quant à sa densité avec 2,0 kilomètres par km2 de territoire.
Trois grandes réformes ont contribué à faire évoluer notablement cette répartition : 1930, 1972 et 2005.
L'évolution du réseau routier entre 2002 et 2017 est présentée dans le tableau ci-après.
|                        | 2002   | 2003   | 2004   | 2005   | 2006   | 2007   | 2008   | 2009   | 2010   | 2011   | 2012   | 2013   | 2014   | 2015   | 2016   | 2017   |
| ---------------------- | ------ | ------ | ------ | ------ | ------ | ------ | ------ | ------ | ------ | ------ | ------ | ------ | ------ | ------ | ------ | ------ |
| Autoroutes             | 39     | 39     | 40     | 39     | 39     | 40     | 40     | 40     | 40     | 40     | 40     | 40     | 40     | 40     | 40     | 40     |
| Routes nationales      | 167    | 167    | 168    | 99     | 113    | 96     | 96     | 106    | 106    | 106    | 106    | 106    | 106    | 106    | 106    | 106    |
| Routes départementales | 4 047  | 4 050  | 4 038  | 4 038  | 4 120  | 4 126  | 4 132  | 4 132  | 4 132  | 4 121  | 4 127  | 4 144  | 4 143  | 4 149  | 4 149  | 4 152  |
| Voies communales       | 6 887  | 6 955  | 6 950  | 6 985  | 7 016  | 7 157  | 7 157  | 7 250  | 7 310  | 7 310  | 7 632  | 7 726  | 7 726  | 7 886  | 8 142  | 8 206  |
| TOTAL                  | 11 140 | 11 211 | 11 196 | 11 161 | 11 288 | 11 419 | 11 425 | 11 528 | 11 588 | 11 577 | 11 905 | 12 016 | 12 015 | 12 181 | 12 437 | 12 504 |

Le réseau routier national est composé de 39,7 kilomètres d'autoroute reliant Albi à la Haute-Graronne et de 79 kilomètres de routes nationale.
Les routes nationales présentes dans le département du Tarn:
- RN88 : 40,0 kilomètres de 2x2 voies en continuité avec l’A68 et 0,7 kilomètres de bidirectionnelle jusqu'à Albi et à la limite du département de l’Aveyron
- RN112:  19,3 kilomètres de bidirectionnelle reliant Castres à Mazamet
- RN126:  11,9 kilomètres de 2x2 voies et 29,8 kilomètres de bidirectionnelle et 3voies, depuis Castres jusqu'à la limite de département avec la Haute-Garonne
- RN2126: : 7,0 kilomètres de bidirectionnelle, en cours de déclassement

Le réseau routier départemental se compose de 4154 km de linéaires dont 3072 km hors zone de montagne et 1082 km en zone de montagne. 535 kilomètres de cette voirie départementale compte plus de 2000 véhicules par jour.
Dans le Tarn, la vitesse maximale autorisée sur 365 kilomètres de routes départementales a été élevée à 90 km/h.

### Autoroute
Le département est connecté par l'autoroute A68.
Une connexion par l'autoroute A69 a été prévue et financée avant d'être confrontée à des péripéties écologistes et juridiques.

## Réalisations ou événements récents
Cette section a pour objet de recenser les événements marquants concernant le domaine de la Route dans le département du Tarn depuis 1990. Seront ainsi citées les déclarations d’utilité publique, les débuts de travaux et les mises en service. Seuls les ouvrages les plus importants soit par leur coût soit par leur impact (déviation de bourgs) seront pris en compte. De même il est souhaitable de ne pas recenser les projets qui n’ont pas encore fait l’objet d’une utilité publique.
- 2013 : tronçon Tanus - La Croix-de-Mille de la RN 88 en service[21]
- 2018: autoroute A69 déclarée d'utilité publique[22].
- jeudi 27 février 2025: La justice annule l'arrêté préfectoral autorisant le chantier A69[22].

## Sécurité
Sur l'aspect sécuritaire, le département se compare dans la famille des « départements ruraux à faible densité de population », comme le Gers, le Lot, le Lot-et-Garonne ou le Tarn-et-Garonne.
Sur une période de cinq années entre 2017 et 2021, la mortalité moyenne est de 71 tués par millions d'habitants, ce qui est légèrement plus que la famille des « départements ruraux à faible densité de population » et 51% plus élevé que la moyenne de France métropolitaine de 47.
51% de la population tuée est soit inactive (retraités) soit sans activité professionnelle (y compris chômeur). 11% sont étudiants ouscolaires.
37% des tués exerce une activité: agriculture, artisan, commerçant, chef d'entreprise, cadre employé, ouvrier.

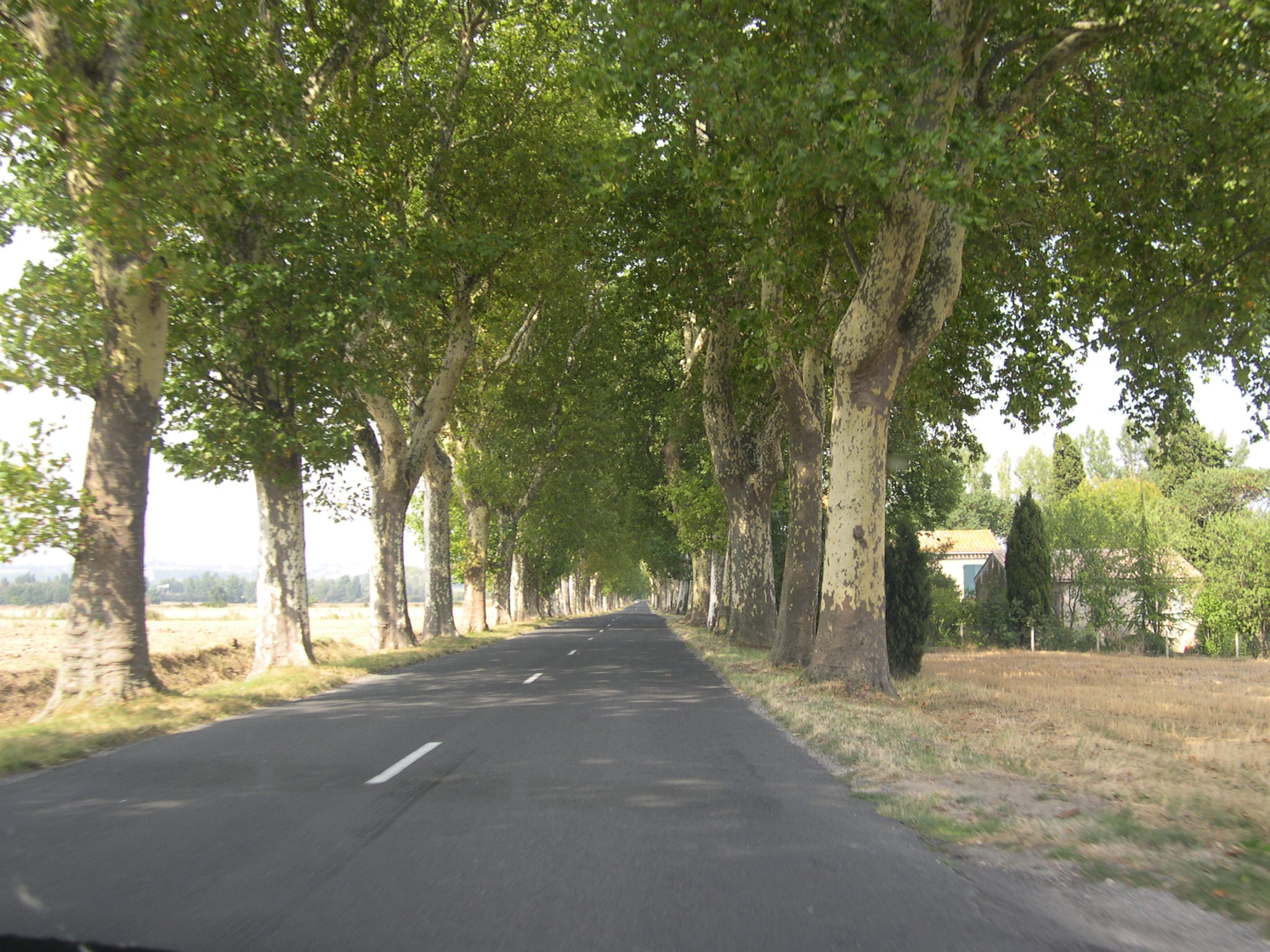
Route ombragée de campagne d'Occitanie dans le voisinage d'une commune proche du département du Tarn. Les arbres sont présents pour 22% des blessés en Occitanie

Dans le Tarn,  hors agglomération, 45 % des victimes d'objets fixes heurtent des arbres. Ceci conduit une association de 40 millions d'automobilistes à lancer une pétition pour que l'État demande aux gestionnaires de routes départementales des glissière de sécurité moto comme protection des arbres qui tuent 39 % des personnes hors agglomération en France.
En Occitanie, les chocs contre les arbres représentent environ 275 blessés soit 22% des 1240 blessés contre obstacles fixes contre seulement 12% en France.